# Mihai Pătrașcu
Mihai Pătrașcu (Craiova, 17 luglio 1982 – New York, 5 giugno 2012) è stato un informatico rumeno di AT&T Labs a Florham Park, New Jersey, considerato il miglior ricercatore rumeno nel campo dell'informatica teorica degli ultimi dieci anni. Più volte vincitore delle Olimpiadi internazionali dell'informatica, il suo lavoro ha portato a risultati fondamentali sui limiti inferiori delle strutture di dati.

## Biografia
Figlio di Mariana, docente di matematica e di Virgil, dermatologo, Mihai Pătrașcu aveva una sorella Carmen, più piccola di quattro anni. Si è diplomato al Collegio Nazionale Carol I in Craiova.
Come studente di liceo, ha vinto più medaglie alle Olimpiadi internazionali dell'informatica. Ha completato i suoi studi universitari e si è laureato in informatica presso il Massachusetts Institute of Technology, completando la sua tesi dal titolo Lower bound techniques for data structures sotto la supervisione di Erik Demaine nel 2008.
Il lavoro di Pătraşcu riguardava questioni fondamentali relative alle strutture dati, lavoro per il quale ha ricevuto il premio Machtey al Simposio sugli Fondamenti di Informatica nel 2008 e il Presburger Award dalla European Association for Theoretical Computer Science nel 2012, per il superamento di "molte vecchie barriere sui problemi fondamentali della struttura dei dati, non solo rivitalizzando ma anche rivoluzionando un campo che era quasi in silenzio da oltre un decennio".
Pătraşcu è morto nel 2012 per un tumore cerebrale.

## Pubblicazioni
- (EN) Timothy M. Chan, Mihai Pătraşcu e Liam Roditty, Dynamic connectivity: connecting to networks and geometry (PDF), in SIAM Journal on Computing, vol. 40, n. 2, 2011,  pp. 333-349, DOI:10.1137/090751670, arXiv:0808.1128.DOI: 10.1109/FOCS.2008.29
- (EN) Unifying the landscape of cell-probe lower bounds (PDF), in SIAM Journal on Computing, vol. 40, n. 3, 2011,  pp. 827-847, DOI:10.1137/09075336X.
- (EN) Timothy Chan e Mihai Pătraşcu, Transdichotomous results in computational geometry, I: Point location in sublogarithmic time (PDF), in SIAM Journal on Computing, vol. 39, n. 2, 2010,  pp. 703-729, DOI:10.1137/07068669X.
- (EN) Mihai Pătraşcu e Mikkel Thorup, Higher lower bounds for near-neighbor and further rich problems (PDF), in SIAM Journal on Computing, vol. 39, n. 2, 2010,  pp. 730-741, DOI:10.1137/070684859., DOI: 10.1109/FOCS.2006.35.
- (EN) Erik Demaine, Dion Harmon, John Iacono e Mihai Pătraşcu, Dynamic optimality—almost (PDF), in SIAM Journal on Computing, vol. 37, n. 1, 2007,  pp. 240-251, DOI:10.1137/S0097539705447347., DOI: 10.1109/FOCS.2004.23.
- (EN) Mihai Pătraşcu e Erik Demaine, Logarithmic lower bounds in the cell-probe model (PDF), in SIAM Journal on Computing, vol. 35, n. 4, 2006,  pp. 932-963, DOI:10.1137/S0097539705447256, arXiv:cs/0502041.

## Premi e riconoscimenti
- Medaglia d'argento alle Olimpiadi internazionali dell'Informatica, Adalia-Belek (Turchia), 1999
- Medaglia d'oro alle Olimpiadi internazionali dell'Informatica, Pechino (Cina), 2000[3]
- Medaglia d'oro alle Olimpiadi internazionali dell'Informatica, Tampere (Finlandia), 2001
- Premio Machtey al Simposio sugli Fondamenti di Informatica, 2008
- Presburger Award della European Association for Theoretical Computer Science, 2012[12]